# Ayung

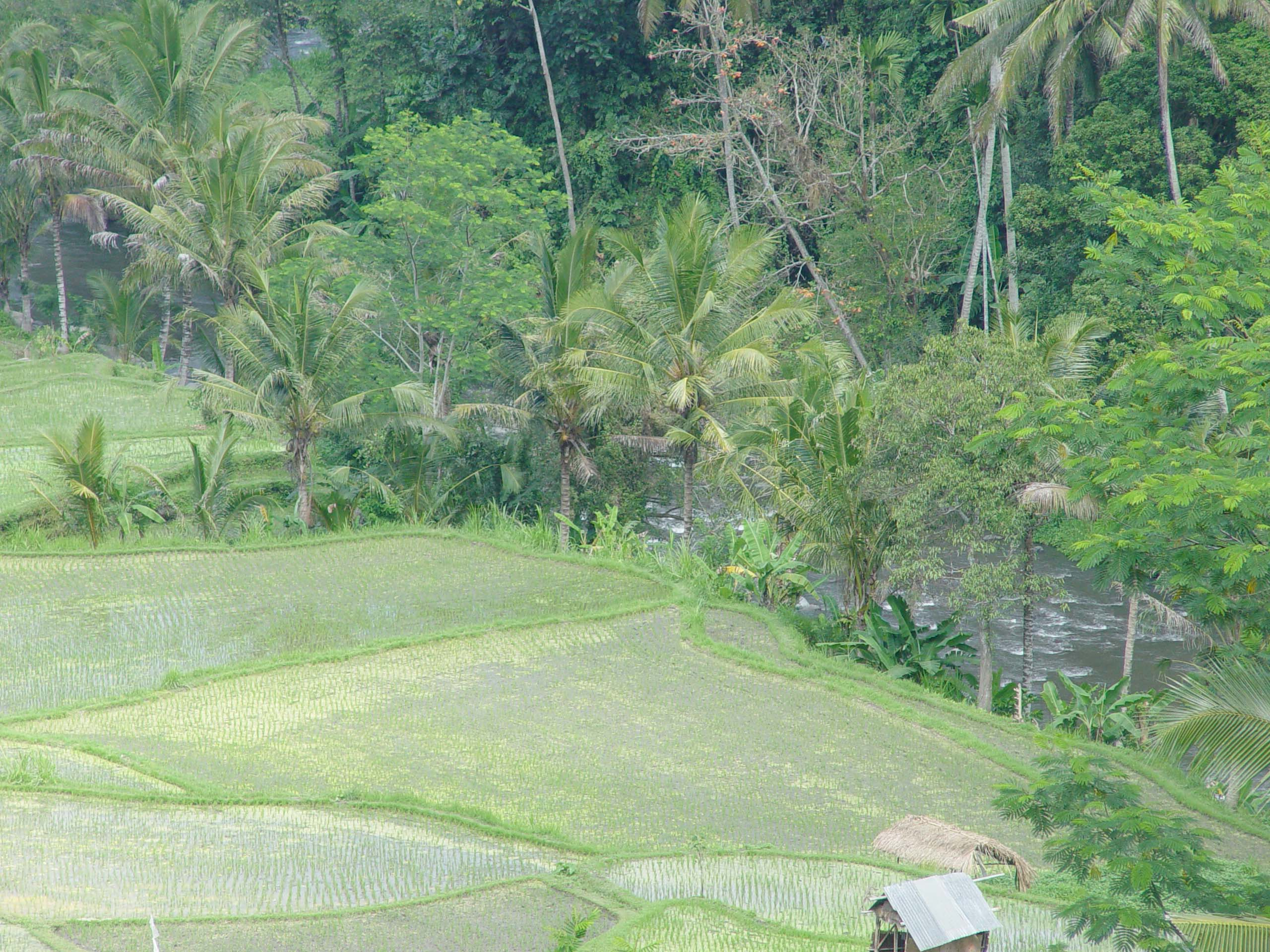
Rijstterras nabij de rivier Ayung nabij Kadewatan (2005).

De Ayung (Tukad Ayung) is de langste rivier in de Indonesische provincie Bali op het gelijknamige eiland. De rivier heeft zijn oorsprong in het berggebied in het noorden van Bali en mondt bij Sanur uit in Straat Badoeng. De rivier heeft een lengte van ongeveer 75 kilometer.